# Бадалона (футбольный клуб)
«Бадалона» (кат. и исп. Club de Fútbol Badalona) — испанский футбольный клуб из одноимённого города, в провинции Барселона в автономном сообществе Каталония. Клуб основан в 1903 году, гостей принимает на стадионе «Камп дель Центенари». В Примере команда никогда не выступала, лучшим результатом является 4-е место в Сегунде в сезоне 1935/36.

## Сезоны по дивизионам
- Сегунда — 14 сезонов
- Сегунда B — 12 сезонов
- Терсера — 40 сезонов
- Региональные лиги — 18 сезонов

## Достижения
- Сегунда B
  - Победитель: 2005/06
- Терсера
  - Победитель (6): 1932/33, 1945/46, 1956/47, 1960/61, 2002/03, 2003/04